# Gewichtheffen op de Olympische Zomerspelen 1988
Gewichtheffen is een van de sporten die beoefend werden tijdens de Olympische Zomerspelen 1988 in Seoel.

## Heren

### vlieggewicht (tot 52 kg)
| rang   | sporter(s)       | land | trekken  | stoten   | totaal   |
| ------ | ---------------- | ---- | -------- | -------- | -------- |
| Goud   | Sevdalin Marinov | BUL  | 120.0 kg | 150.0 kg | 270.0 kg |
| Zilver | Chun Byung-kwan  | KOR  | 112.5 kg | 147.5 kg | 260.0 kg |
| Brons  | He Zhuoqiang     | CHN  | 112.5 kg | 145.0 kg | 257.5 kg |
| 4      | Zhang Shoulie    | CHN  | 115.0 kg | 142.5 kg | 257.5 kg |
| 5      | Jacek Gutowski   | POL  | 112.5 kg | 135.0 kg | 247.5 kg |
| 6      | Traian Cihărean  | ROU  | 110.0 kg | 130.0 kg | 240.0 kg |
| 7      | Béla Oláh        | HUN  | 107.5 kg | 130.0 kg | 237.5 kg |
| 8      | Kazushito Manabe | JPN  | 105.0 kg | 125.0 kg | 230.0 kg |

### bantamgewicht (tot 56 kg)
| rang   | sporter(s)          | land | trekken  | stoten   | totaal   |
| ------ | ------------------- | ---- | -------- | -------- | -------- |
| Goud   | Oksen Mirzojan      | URS  | 127.5 kg | 165.0 kg | 292.5 kg |
| Zilver | He Yingqiang        | CHN  | 125.0 kg | 162.5 kg | 287.5 kg |
| Brons  | Liu Shoubin         | CHN  | 127.5 kg | 140.0 kg | 267.5 kg |
| 4      | Dirdja Wihardja     | INA  | 112.5 kg | 142.5 kg | 255.0 kg |
| 5      | Takashi Ichiba      | JPN  | 107.5 kg | 145.0 kg | 252.5 kg |
| 6      | Kim Kwi-shik        | KOR  | 110.0 kg | 142.5 kg | 252.5 kg |
| 7      | Joaquín Valle       | ESP  | 112.5 kg | 135.0 kg | 247.5 kg |
| 8      | Giovanni Scarantino | ITA  | 110.0 kg | 135.0 kg | 245.0 kg |

Mitko Grablev ( BUL) 297.5 kg wegens positieve dopingtest gediskwalificeerd.

### vedergewicht (tot 60 kg)
| rang   | sporter(s)           | land | trekken  | stoten   | totaal   |
| ------ | -------------------- | ---- | -------- | -------- | -------- |
| Goud   | Naim Süleymanoğlu    | TUR  | 152.5 kg | 190.0 kg | 342.5 kg |
| Zilver | Stefan Topoerov      | BUL  | 137.5 kg | 175.0 kg | 312.5 kg |
| Brons  | Ye Huanming          | CHN  | 127.5 kg | 160.0 kg | 287.5 kg |
| 4      | Min Joon-ki          | KOR  | 125.0 kg | 155.0 kg | 280.0 kg |
| 5      | Yosuke Muraki        | JPN  | 127.5 kg | 150.0 kg | 277.5 kg |
| 6      | Giannis Sidiropoulos | GRE  | 120.0 kg | 145.0 kg | 265.0 kg |
| 7      | Kazushige Oguri      | JPN  | 117.5 kg | 142.5 kg | 260.0 kg |
| 8      | Tolentino Murillo    | COL  | 120.0 kg | 140.0 kg | 260.0 kg |

### lichtgewicht (tot 67.5 kg)
| rang   | sporter(s)              | land | trekken  | stoten   | totaal   |
| ------ | ----------------------- | ---- | -------- | -------- | -------- |
| Goud   | Joachim Kunz            | GDR  | 150.0 kg | 190.0 kg | 340.0 kg |
| Zilver | Israel Militosjan       | URS  | 155.0 kg | 182.5 kg | 337.5 kg |
| Brons  | Li Jinhe                | CHN  | 147.5 kg | 177.5 kg | 325.0 kg |
| 4      | Marek Seweryn           | POL  | 145.0 kg | 172.5 kg | 317.5 kg |
| 5      | Ergün Batmaz            | TUR  | 145.0 kg | 172.5 kg | 317.5 kg |
| 6      | Xiao Minglin            | CHN  | 132.5 kg | 172.5 kg | 305.0 kg |
| 7      | István Kerek            | HUN  | 132.5 kg | 170.0 kg | 302.5 kg |
| 8      | Christos Konstantinidis | GRE  | 137.5 kg | 162.5 kg | 300.0 kg |

Angel Gentsjev ( BUL) 362.5 kg wegens positieve dopingtest gediskwalificeerd.

### middengewicht (tot 75 kg)
| rang   | sporter(s)         | land | trekken  | stoten   | totaal   |
| ------ | ------------------ | ---- | -------- | -------- | -------- |
| Goud   | Borislav Gidikov   | BUL  | 167.5 kg | 207.5 kg | 375.0 kg |
| Zilver | Ingo Steinhöfel    | GDR  | 165.0 kg | 195.0 kg | 360.0 kg |
| Brons  | Aleksandr Varbanov | BUL  | 157.5 kg | 200.0 kg | 357.5 kg |
| 4      | Cai Yanshu         | CHN  | 157.5 kg | 190.0 kg | 347.5 kg |
| 5      | Andrei Socaci      | ROU  | 152.5 kg | 195.0 kg | 347.5 kg |
| 6      | Waldemar Kosiński  | POL  | 152.5 kg | 180.0 kg | 332.5 kg |
| 7      | Dean Willey        | GBR  | 152.5 kg | 180.0 kg | 332.5 kg |
| 8      | Roberto Urrutia    | USA  | 150.0 kg | 177.5 kg | 327.5 kg |

Kálmán Csengeri ( HUN) 350.0 kg wegens positieve dopingtest gediskwalificeerd.

### lichtzwaargewicht (tot 82.5 kg)
| rang   | sporter(s)        | land | trekken  | stoten   | totaal   |
| ------ | ----------------- | ---- | -------- | -------- | -------- |
| Goud   | Israil Arsamakov  | URS  | 167.5 kg | 210.0 kg | 377.5 kg |
| Zilver | István Messzi     | HUN  | 170.0 kg | 200.0 kg | 370.0 kg |
| Brons  | Lee Hyung-kun     | KOR  | 160.0 kg | 207.5 kg | 367.5 kg |
| 4      | David Morgan      | GBR  | 165.0 kg | 200.0 kg | 365.0 kg |
| 5      | Krzysztof Siemion | POL  | 162.5 kg | 195.0 kg | 357.5 kg |
| 6      | Ryoji Isaoka      | JPN  | 155.0 kg | 195.0 kg | 350.0 kg |
| 7      | Fausto Tosi       | ITA  | 155.0 kg | 185.0 kg | 340.0 kg |
| 8      | Ali Eroğlu        | TUR  | 145.0 kg | 185.0 kg | 330.0 kg |

### middenzwaargewicht (tot 90 kg)
| rang   | sporter(s)          | land | trekken  | stoten   | totaal   |
| ------ | ------------------- | ---- | -------- | -------- | -------- |
| Goud   | Anatoli Khrapaty    | URS  | 187.5 kg | 225.0 kg | 412.5 kg |
| Zilver | Nail Moekhamedjarov | URS  | 177.5 kg | 222.5 kg | 400.0 kg |
| Brons  | Sławomir Zawada     | POL  | 180.0 kg | 220.0 kg | 400.0 kg |
| 4      | Andrzej Piotrowski  | POL  | 165.0 kg | 200.0 kg | 365.0 kg |
| 5      | Attila Buda         | HUN  | 175.0 kg | 185.0 kg | 360.0 kg |
| 6      | David Mercer        | GBR  | 157.5 kg | 200.0 kg | 357.5 kg |
| 7      | Roland Feldhoffer   | FRG  | 150.0 kg | 200.0 kg | 350.0 kg |
| 8      | Keith Boxell        | GBR  | 157.5 kg | 192.5 kg | 350.0 kg |

### zwaargewicht I (tot 100 kg)
| rang   | sporter(s)         | land | trekken  | stoten   | totaal   |
| ------ | ------------------ | ---- | -------- | -------- | -------- |
| Goud   | Pavel Koeznetsov   | URS  | 190.0 kg | 235.0 kg | 425.0 kg |
| Zilver | Nicu Vlad          | ROU  | 185.0 kg | 217.5 kg | 402.5 kg |
| Brons  | Peter Immesberger  | FRG  | 175.0 kg | 220.0 kg | 395.0 kg |
| 4      | János Bökfi        | HUN  | 180.0 kg | 212.5 kg | 392.5 kg |
| 5      | Francis Tournefier | FRA  | 170.0 kg | 215.0 kg | 385.0 kg |
| 6      | Denis Garon        | CAN  | 160.0 kg | 222.5 kg | 382.5 kg |
| 7      | Hwang Woo-won      | KOR  | 162.5 kg | 220.0 kg | 382.5 kg |
| 8      | Franz Langthaler   | AUT  | 172.5 kg | 205.0 kg | 377.5 kg |

Andor Szanyi ( HUN) 407.5 kg wegens positieve dopingtest gediskwalificeerd.

### zwaargewicht II (tot 110 kg)
| rang   | sporter(s)          | land | trekken  | stoten   | totaal   |
| ------ | ------------------- | ---- | -------- | -------- | -------- |
| Goud   | Joeri Zakharevitsj  | URS  | 210.0 kg | 245.0 kg | 455.0 kg |
| Zilver | József Jacsó        | HUN  | 190.0 kg | 237.5 kg | 427.5 kg |
| Brons  | Ronny Weller        | GDR  | 190.0 kg | 235.0 kg | 425.0 kg |
| 4      | Michael Schubert    | GDR  | 190.0 kg | 235.0 kg | 425.0 kg |
| 5      | Aleksandr Popov     | URS  | 187.5 kg | 232.5 kg | 420.0 kg |
| 6      | Norberto Oberburger | ITA  | 187.5 kg | 227.5 kg | 415.0 kg |
| 7      | Stanisław Małysa    | POL  | 180.0 kg | 215.0 kg | 395.0 kg |
| 8      | Frank Seipelt       | FRG  | 170.0 kg | 217.5 kg | 387.5 kg |

### superzwaargewicht (boven 110 kg)
| rang   | sporter(s)            | land | trekken  | stoten   | totaal   |
| ------ | --------------------- | ---- | -------- | -------- | -------- |
| Goud   | Aleksandr Koerlovitsj | URS  | 212.5 kg | 250.0 kg | 462.5 kg |
| Zilver | Manfred Nerlinger     | FRG  | 190.0 kg | 240.0 kg | 430.0 kg |
| Brons  | Martin Zawieja        | FRG  | 182.5 kg | 232.5 kg | 415.0 kg |
| 4      | Mario Martinez        | USA  | 175.0 kg | 232.5 kg | 407.5 kg |
| 5      | Petr Hudeček          | TCH  | 175.0 kg | 225.0 kg | 400.0 kg |
| 6      | Reda El Batoty        | EGY  | 175.0 kg | 217.5 kg | 392.5 kg |
| 7      | Charles Garzarella    | AUS  | 162.5 kg | 207.5 kg | 370.0 kg |
| 8      | Pavlos Saltsidis      | GRE  | 160.0 kg | 207.5 kg | 367.5 kg |

## Medaillespiegel
| rang   | land                     | goud | zilver | brons | totaal |
| ------ | ------------------------ | ---- | ------ | ----- | ------ |
| 1      | Sovjet-Unie              | 6    | 2      | 0     | 8      |
| 2      | Bulgarije                | 2    | 1      | 1     | 4      |
| 3      | DDR                      | 1    | 1      | 1     | 3      |
| 4      | Turkije                  | 1    | 0      | 0     | 1      |
| 5      | Hongarije                | 0    | 2      | 0     | 2      |
| 6      | China                    | 0    | 1      | 4     | 5      |
| 7      | Bondsrepubliek Duitsland | 0    | 1      | 2     | 3      |
| 8      | Zuid-Korea               | 0    | 1      | 1     | 2      |
| 9      | Roemenië                 | 0    | 1      | 0     | 1      |
| 10     | Polen                    | 0    | 0      | 1     | 1      |
| totaal | totaal                   | 10   | 10     | 10    | 30     |

Athene 1896 · 
St. Louis 1904 · 
Antwerpen 1920 · 
Parijs 1924 · 
Amsterdam 1928 · 
Los Angeles 1932 · 
Berlijn 1936 · 
Londen 1948 · 
Helsinki 1952 · 
Melbourne 1956 · 
Rome 1960 · 
Tokio 1964 · 
Mexico-stad 1968 · 
München 1972 · 
Montréal 1976 · 
Moskou 1980 · 
Los Angeles 1984 · 
Seoel 1988 · 
Barcelona 1992 · 
Atlanta 1996 · 
Sydney 2000 · 
Athene 2004 · 
Peking 2008 · 
Londen 2012 · 
Rio de Janeiro 2016 · 
Tokio 2020 · 
Parijs 2024 · 
Los Angeles 2028 
Medaillewinnaars
Atletiek · Badminton (demonstratie) · Basketbal · Boksen · Boogschieten · Gewichtheffen · Gymnastiek · Handbal · Hockey · Honkbal (demonstratie) · Judo · Kanovaren · Moderne vijfkamp · Paardensport · Roeien · Schermen · Schietsport · Schoonspringen · Synchroonzwemmen · Taekwondo (demonstratie) · Tafeltennis · Tennis · Voetbal · Volleybal · Waterpolo · Wielersport · Worstelen · Zeilen · Zwemmen